# مسجد جامع هرات
مسجد جامع هرات (دگرنام: مسجد جمعه هرات) کهن‌ترین مسجد در هرات است که بسیار بازسازی شده‌است. بیشتر گسترش آن در دورهٔ طلایی عهد تیموریان بود.

این مسجد را سلطان غیاث الدین غوری در سال ۵۹۷ ق. طرح‌ریزی نمود اما موفق به تکمیل آن نشد. جسد وی در سال ۱۲۰۲ میلادی در زیر گنبد در پشت ایوان شمالی مسجد مدفون گردیده‌است.
تنها بخش کوچکی از مسجد عهد غوریان در درب ورودی جنوبی باقی مانده‌است.
تزیینات دورهٔ غوری پسانترها زیر کار تزیین دورهٔ تیموریان که مسجد را به ذوق و سلیقهٔ خود تزیین نمودند مخفی ماند که در سال ۱۹۶۴ کارشناسان آن را بازیابی نمودند. اما در اثر مرور زمان بخش زیادی از کار پر مصرف تیموریان نیز از میان رفت که در نوسازی‌های سال ۱۳۲۲ خورشیدی روی مسجد انجام گرفت بخشی از آن بازسازی شد. در عهد تیموریان پایتخت در هرات واقع گردیده بود. تیموریان با جلب هنرمندان، معماران، فیلسوفان و شعرا به دربار خود رهبری نهضت فرهنگی را به دست گرفتند که از دوره‌های پر درخشش تاریخ هرات می‌باشد. شاهرخ و همسرش گوهرشاد بیگم از پیشتازان دورهٔ نخست عصر تیموری به‌شمار می‌روند. حکومت سلطان حسین بایقرا از سال ۱۴۶۸ الی ۱۵۰۶ میلادی اوج دورهٔ طلایی تیموریان به‌شمار می‌رود.

## پیشینه مسجد
ساختمان مسجد بر روی آتشکده دوره پیش از اسلام ساخته شده است. پس از آن به جای آتشکده مسجد کوچک و چوبی ساخته شد که این مسجد در اثر اصابت آذرخش شب جمعه هشتم جمادی‌الاول سال ۵۱۴ ه.ق سوخت و آسیب دید.
بخشی از بنای مسجد توسط غیاث الدین غوری که شامل طاقها فیروزه‌ای در برج‌ها و رواق‌های با استفاده از خشت پخته و تزئینات و کاشی‌ها ساخته شد. پس از مرگ سلطان غیاث الدین پسرش غیاث‌الدین محمود ساخت مسجد را بر عهده گرفت. در این دوره مدرسه غیاثیه در شمال مسجد جامع ساخته شد.
در دوره تیموری بر تزئینات و کاشی کاری آن افزوده شد و مسجد به معماری دوره تیموری تغییر شکل داد.

## ویژگی‌های مسجد جامع بزرگ هرات
بناء بر اظهارات آقای اجمل، این مسجد تاریخی در زمینی به مساحت اضافه از ۴۶ هزار مترمربع اعمار گردیده که مشتمل بر ۴۶۰ گنبد، ۱۳۰رواق، ۴۴۴ فیل پایه، دوازده گلدسته، چهار ایوان، چهار دروازه، چهار کتیبه بزرگ مزین با آیاتی از قران، اشعار عرفانی عرفاً و شاعران بزرگ، سه سراچه، یک منبر سنگی، کتابخانه (شامل چهار هزار جلد کتاب) و وضوخانه می‌باشد که در زیباترین محل شهر قدیم هرات موقعیت داشته و در یک زمان گنجایش بیش از یک صد هزار نمازگزار را دارد. .
به گفته وی گلدسته‌های مسجد که برای رساندن صدای اذان به گوش مردم ساخته شده، بین۱۷تا ۳۶متر ارتفاع، ۷ تا ۱۰ متر قطر داشته راس هرکدام دارای هشت رواق بوده که بام شان با کاشی فیروزه‌ای تزیین یافته‌است.
برای کسی که ساکن هرات نیست مسجد جامع هرات بر علاوه کشش مذهبی کشش‌های دیگری نیز دارد.
هر کسی که بار اول این مسجد را می‌بیند در نظر اول مبهوت عظمت و معماری این مسجد خواهد شد. نقش و نگارهای پر رنگ و کاشی‌های معرق هفت رنگ ایوان‌ها و گلدسته‌های کاشی کاری شده حتی در نگاه شهروند هراتی نیز جالب و جذاب می‌باشد.
آقای ایام الدین اجمل آمر آبدات تاریخی هرات می‌گوید: این مسجد قبل از اسلام نیز در قالب یک معبد در همین مکان وجود داشت. البته خیلی کوچکتر از حالا و به شکل چوبی آن؛ “مسجد جامع بزرگ شهر هرات قبل از اسلام در همین منطقهٔ ساختمان موجود بوده که قدامت آن به سه هزار قبل از امروز می‌رسد که قبلاً یک ساختمان کوچک چوبی بوده در طول تاریخ معبد آریای یکتاپرست بوده درسال بیست ونه هجری قمری وقتی که دین اسلام وسعت پیدا می‌کند در خراسان و هرات این ساختمان چوبی تزیین کاری که است قبلاً معبد بوده و بعداً به مسجد مسلمانان تبدیل می‌شود که این ساختمان تا سال ۴۰۱۴ هجری قمری مسجد بوده اکثریت شخصیت‌های بزرگ جهان اسلام در این مسجد تدریس می‌کردند از آن جمله حضرت خواجه عبدالله انصاری و خواجه محمد تاکی. ”
آقای اجمل می‌افزاید: مسجد جامع هرات در طول تاریخ فراز و فرودهای زیادی را به خود دیده‌است. چندین بار تخریب و دوباره ساخته یا ترمیم شده‌است وی می‌گوید: در سال ۴۱۴ هجری قمری نیمی از مسجد که غالباً با چوب پوشیده شده و رنگ آمیزی شده بود در آتش سوخت ولی به همت خواجه محمد تاکی و همکاری مردم دوباره ترمیم گردید و حدود دو قرن بعد به اساس مشورت شیخ الاسلام فخرالدین رازی به دستور سلطان غیاث الدین غوری به شکل کنونی با استفاده از خشت پخته، تزئینات و کاشی‌های فیروزه‌ای بنا گردید که با مرگ سلطان، پسرش سلطان محمود بعضی از کارهای باقی‌مانده از زمان پدرش را به اتمام رسانید.
بنا به اظهارات آقای اجمل، این مسجد تاریخی در زمینی به مساحت اضافه از ۴۶ هزار مترمربع اعمار گردیده که مشتمل بر ۴۶۰ گنبد، ۱۳۰رواق، ۴۴۴ فیل پایه، دوازده گلدسته، چهار ایوان، چهار دروازه، چهار کتیبه بزرگ مزین با آیاتی از قران، اشعار عرفانی عرفاً و شاعران.

## فراز و نشیب‌های تاریخی مسجد جامع هرات

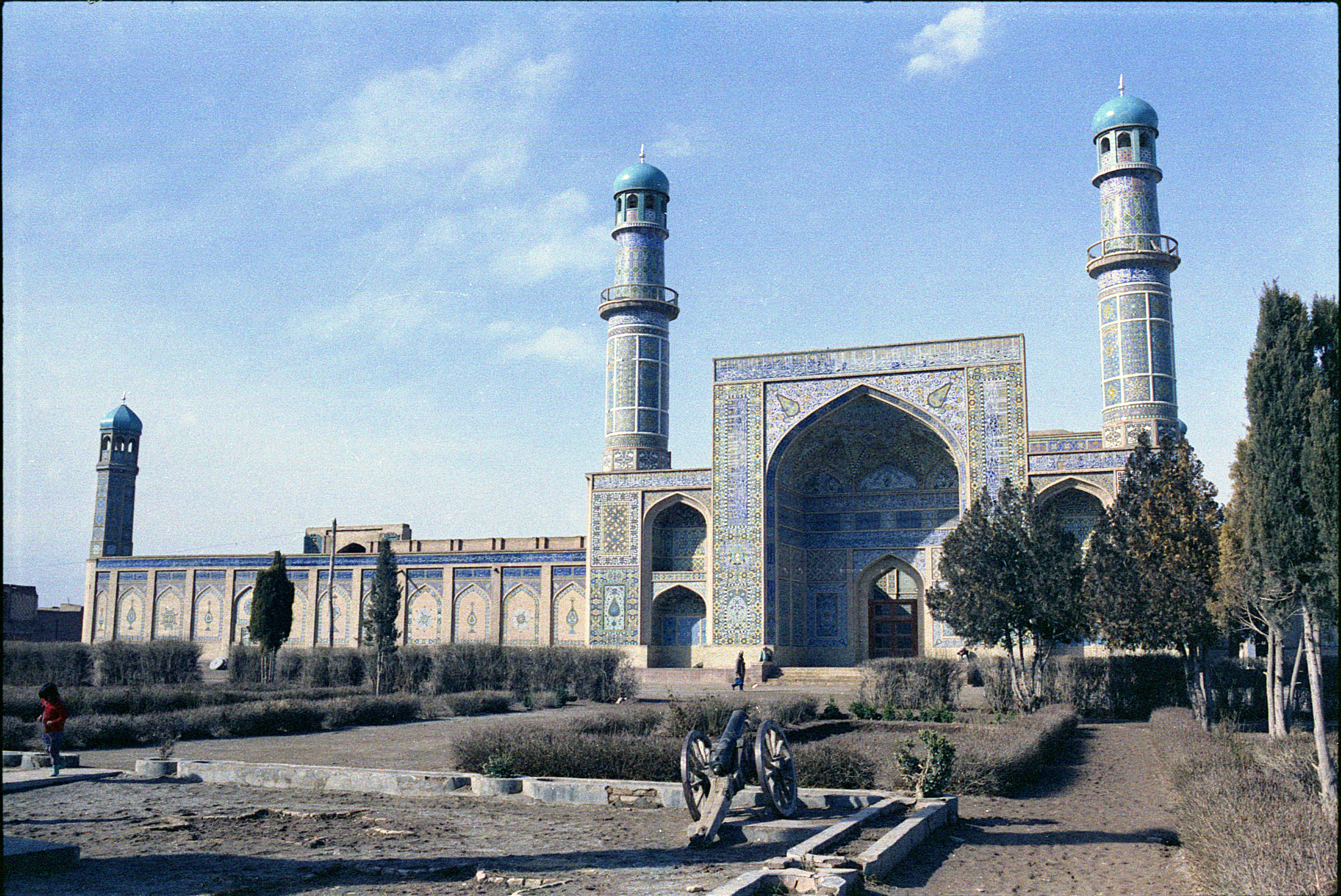
افغانستان، هرات، مسجد بزرگ دو وندردی در 1974افغانستان، هرات، لا گران مزکیتا دل ویرنس در 1974

بقول ایام الدین اجمل رئیس آبدات تاریخی هرات مسجد جامع بزرگ هرات در مسیر تاریخ فراز و فرودهای زیاد دیده‌است این بنای تاریخی در حملهٔ چنگیزخان شکسته شده بود. بار دیگر در عصر اعلیحضرت شاهرخ میرزا و به دستور وی ترمیم شد و باز بسال ۹۰۴ مرحوم امیر علی شیر نوائی آن را به وضعی مرغوب ترمیم و به کاشی‌های رنگین مزین نمود. از آنجائیکه هنر معماری در عصر تیموری‌ها خیلی با رونق و شکوه بود این مسجد بزرگ را مانند بناهای تاریخی دیگر عصر تیموریان به‌طور حیرت‌انگیزی منقش نمودند؛ ولی دوباره در ایام فتور هرات مجدداً شکست‌های به آن رخ داد؛ که مرحوم حسن خان شاملو هروی آن را ترمیم کرد تا باز مرحوم وزیر یارمحمد خان، ایوان مقصوره را که شکسته و فرو غلتیده بود، دوباره بپوشانید؛ و در عصر امیر حبیب‌الله خان سرا پای (سراسر) مسجد جامع به صورت اساسی ترمیم شد. اما اطراف آن را حویلی‌های محلی محیط می‌داشت (منازل مسکونی احاطه کرده بود).. مرحوم محمد قاسم خان نایب الحکومهٔ هرات آن سراها را خریداری نموده اطراف مسجد جامع را پاک و هموار نمود. در سال ۱۳۲۲ شمسی حسب نظریهٔ محمد ظاهر خان پادشاه سابق و به همت عبدالله خان ملکیار به ترمیم اساسی این مسجد مبارک معطوف فرمود. مهندسین لایق هروی را جمع، استشاره و استخاره نموده در ۱۴ حمل سال مذکور کار ترمیم آن آغاز گردید. مرحوم حاجی محمد اسمعیل مهندس و مرحوم غلام حیدر مهندس هروی که هر دو در فن معماری قدیم هرات از نوادر روزگار بودند، بکار تعمیر و ترمیم مسجد جامع موظف گردیدند. خداوند (ج) آن دو آزادمرد هنرمند را مغفرت فرماید که هنر معماری قدیم را بار دیگر احیاء نمودند و صنعت کاشی کاری معرق را به شاگردان آموختند. عمل خطاطی مسجد به مرحومان حاجی ملا عبدالله هروی و میرآقای نستعلیق‌نویس تفویض گردید و بعد استاد ارجمند و خطاط بی مثل و مانند جناب آخند ملا محمد علی عطار هروی که در نگاشتن خطوط هفت‌گانه و اصول خطوط اصل و فرع یگانهٔ آفاق و در هنر خطاطی طاق است، نگاشتن کتیبهٔ ثلث جلی این معبد باستانی به وی تفویض گردید و به توفیق الهی آیات مقدس کلام الهی را دورادور مسجد بقلم خویش نگاشت. نگارنده عاجز نیز افتخار دارد که از شروع کار ترمیم مسجد الی مدت پنج سال تمام در کار تزئین و نقاشی این معبد مقدس مشغول خدمت بوده و حتی‌المقدور در آن رشته ایفای وظیفه نمود.
قبل از کودتای هفت ثور کار سنگفرش نمودن مسجد جامع شریف شروع گردید که با وقوع کودتای هفت ثور و جنگ‌ها، نیمه تمام ماند هر چند دران زمان مرحوم استاد هنر میناتوری الجاج محمد سعید مشعل غوری هروی با گماشتن شاگردان زیاد کار کاشی کاری و ترمیم آن را بعهده گرفت. البته جنگ‌ها و کشمکش‌ها کمتر فرصت می‌داد تا این مهم را ادا نماید و. بعد از جنگ‌ها از بودجه آبدات تاریخی مجدداً اعمار گردید.
اکنون به خاطر حفظ و مرمت این بنای تاریخی و عبادتگاه مسلمین، چهار مهندس، شش استاد کاشیساز و پنج استاد خوشنویس به وظیفه گمارده شده‌اند. اما در نزد مردم هرات روایتی است که گویا کار در مسجد جامع هرات هیچ‌گاهی تمام شدنی نیست و اگر روزی کار مسجد کاملاً اکمال شود، آن روز قیامت خواهد رسید.

### عظمت مسجد جامع هرات
مسجد جامع هرات نه تنها برای خارجیهایی که از آن دیدن می‌نمایند جالب است، بلکه برای مردمی که ساکن هرات هستند این بنای تاریخی بر علاوه کشش مذهبی، کشش‌های دیگری نیز دارد. هر کس بار اول این مسجد را ببیند در نظر اول مبهوت عظمت و معماری این مسجد خواهد شد. اولین چیزیکه حایز اهمیت و ارزش است و حفظ آن توسط پروژه بینالمللی صورت گرفته بود، دروازه ورودی مسجد جامع است که فعلاً به خاطر اینکه رفت آمد نشود مسدود می‌باشد و در قسمت بالای این مسجد پوش فلزی شده که از باد، باران و سرما جلوگیری. شود. دومین چیزیکه ارزش و اهمیت دارد ایوان مسجد است که از جمله عجیبه‌های هنر معماری جهان است. به این عظمت فکر کنید که در هشت صد سال قبل این کار، کاری بوده که از روی اخلاص شده‌است. اگر چه درین مدت خسارات و ضررهای وارد شده‌است، اما به همت مردهای که مسوولیت این بخش را به عهده داشتند کوشش کردند که این دو نقطه همان قسم که است باقی بماند.
در بیشتر نقاط جهان از جمله در ایران، سمرقند و هند مسجدها شباهت‌های زیادی با معماری مسجد جامع شریف و همچنان کاشی‌های که درین مسجد دیده می‌شود دارند. این کاشی‌های تزیینی خود هنری یادگار از دورهای تیموری‌ها می‌باشد.

## اشتباه در اعمار و ترمیم
مسلماً حفظ و پاسداری از آثار تاریخی یکی از وجایب ملی و میهنی است که باید به آن توجه جدی صورت گیرد واگر آثار تاریخی به عقاید و مقدسات مردم مربوط شود در آن صورت اهتمام مضاعف را می‌طلبد. همان است که توجه و اهتمام بیش از حد سلاطین تیموری در امر ترمیم، تزئین و کاشی کاری مسجد جامع بزرگ هرات که در عهد سلطنت سلطان غیاث الدین غوری بناء یافته‌است از اهمیت خاص برخوردار است؛ و اما برخی دوستان ترمیم را با اعمار اشتباه گرفته لذا این مسجد بزرگ را به سلاطین تیموری منسوب می‌سازند که اشتباه خیلی بزرگی است. تیموریان افتخارات فرهنگی واجتماعی فراوان دارند و نیاز نیست که گذشته ها را هم به پای ایشان ختم کنیم ویا حق یک تمدن را چشم پوشی نمائیم. و بگوییم. اگر مستقیماً و بدون مقدمه بگوئیم این مسجد در عهد سلاطین تیموری ساخته شده. در آن صورت مرتکب اشتباه و خبط بزرگ شده‌ایم. همانطورکه اعمار این مسجد ومعماری آن قابل افتخار است، کسانی که آن را با این زیبایی منقش ساخته‌اند نیز قابل مباهات و مایه افتخار می‌باشند بنابراین هنر و زحمتی را که تیموریان بخاطر زیباسازی این بنای بزرگ به خرج داده‌اند از هر حیث قابل قدر است. اما سابقه اعمار این مسجد به همین شکل وسیما بر می‌گردد به عهد سلطان غیاث الدین غوری ودیگ برنجی بزرگ در داخل این مسجد نیز از آثار همان وقت است.

## نگارخانه
|  |  |  |  |  |  |  |